# 申詳
申詳（?—?），《礼记》作申祥，战国时期鲁国人，他是颛孙师（子张）的儿子，言偃（子游）的女婿。
子张病重，召来申詳对他说：“君子去世叫终，小人去世叫死；我今日大概也要这样了。”季子皋安葬他的妻子时，糟蹋了别人的庄稼，申詳对他说：“请赔偿人家的损失。”子皋说：“家主孟氏不以这件事怪罪我，朋友不以这件事背弃我，因为我是这里的邑长。就是我买一条路送葬，以后的人也无法照办。”申詳受公仪休延荐，与泄柳一起辅佐鲁穆公。孟子认为泄柳、申详如果没有人在鲁缪公身边，就不能使自己安身。钱穆认为《孟子》和《说苑》提到的子莫就是申詳。《古今人表》将申詳列为第三等上下智人。